# Geografie van Rusland

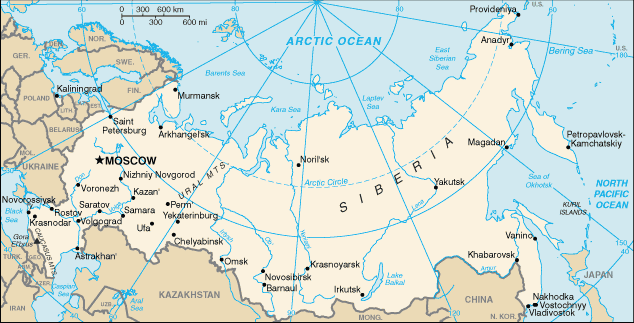
CIA-kaart van Rusland

Rusland spreidt zich uit over een groot deel van het noorden van het supercontinent Eurazië. Vanwege zijn enorme omvang vertoont het land zowel monotomie als diversiteit. Zijn topografie, klimaten, begroeiing en bodems omspannen enorme afstanden. In het westen ligt het enorme Russisch Laagland (Oost-Europees Laagland), dat van noord naar zuid wordt bedekt door toendra, naaldbossen (taiga), gemengde en loofbossen, graslanden (steppe) en halfwoestijn (aan de rand van de Kaspische Zee), waarbij de veranderingen in begroeiing samengaan met veranderingen in klimaat. Siberië, dat in ruime zin de rest van het land vormt, kent een gelijksoortige opbouw, maar wordt gedomineerd door taiga. In het land bevinden zich 40 UNESCO-biosfeerreservaten.

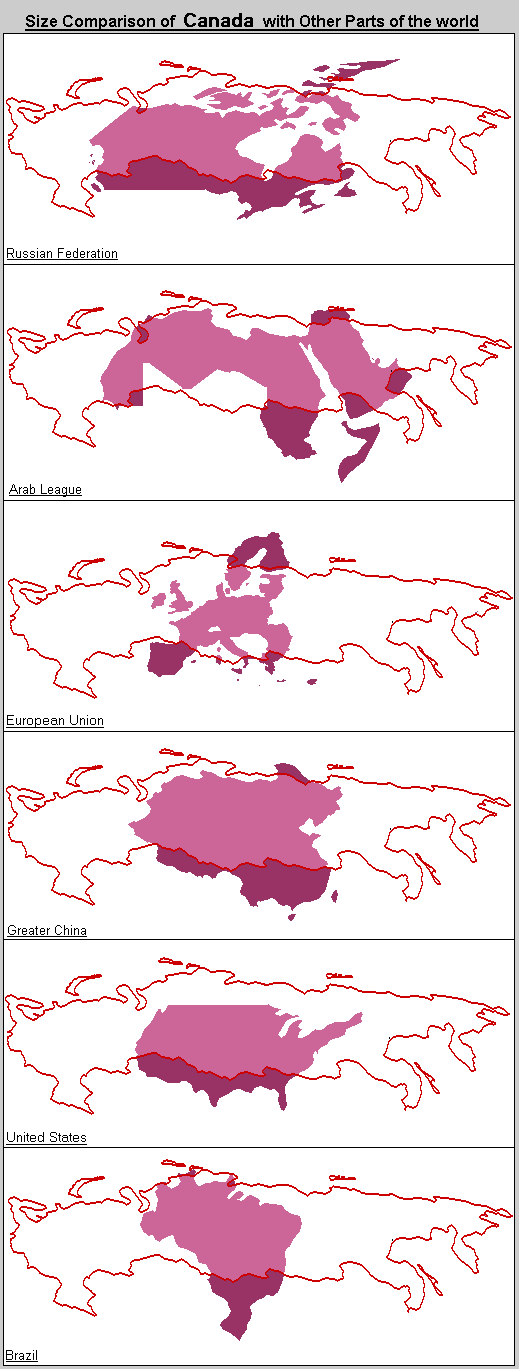
Vergelijkende kaarten van Rusland en andere regionale blokken en landen. Van boven naar beneden: Canada, de Arabische Liga, de Europese Unie, Groot-China, de Verenigde Staten en Brazilië

## Mondiale positie en grenzen
Rusland bevindt zich op de noordelijke en centrale breedtegraden van het noordelijk halfrond en bevindt zich dus dichter bij de noordpool dan de evenaar. Vergelijkingen met andere landen hebben eigenlijk geen nut gezien de grote interne diversiteit en de enorme omvang van het land, dat ruim 1,7 keer zo groot is als Canada, het tweede land ter wereld. Het is ongeveer 457 keer zo groot als Nederland, ongeveer 561 keer zo groot als België en ongeveer 104 keer zo groot als Suriname. De oppervlakte van 17,1 miljoen vierkante kilometer omvat een achtste van al het bewoonde land van de Aarde. Het Europese deel, ook wel Europees Rusland genoemd, omvat een groot deel van het vasteland van Europa en bevat het grootste deel van de Russische bevolking, industrie en landbouwgebieden. In dit gebied, grofweg tussen de rivier de Dnjepr en het Oeralgebergte, kreeg het Russische Rijk zijn vorm.
Rusland heeft een indrukwekkende omvang: Van west naar oost strekt het land zich uit van Kaliningrad (een exclave die van het land werd gescheiden door de afscheiding van Litouwen van de toenmalige Sovjet-Unie in 1991) tot het eiland Ratmanov (een van de Diomedeseilanden) in de Beringstraat. Van noord naar zuid strekt het land zich uit over ongeveer 4500 kilometer; van het noordelijkste punt van de Arctische archipel Frans Jozefland tot het zuidelijkste punt van de autonome deelrepubliek Dagestan aan de Kaspische Zee.
Als grootste land ter wereld heeft Rusland met 57.792 kilometer ook de langste grens. Deze grens is door de loop van de geschiedenis vaak veranderd en vormt ook in de post-Sovjetperiode soms een punt van twisten tussen het land en zijn buurlanden. De 20.139 kilometer lange landgrens scheidt Rusland van 14 landen, waarvan 8 voormalige Sovjetrepublieken, die intern ook wel als het "nabije buitenland" worden aangeduid. De aangrenzende voormalige Sovjetstaten liggen in Azië en Europa en zijn Kazachstan, Estland, Letland, Litouwen (de Baltische staten), Wit-Rusland (waarmee het een soort van unie heeft), Oekraïne en op de grens van beide continenten de Zuid-Kaukasische landen Georgië en Azerbeidzjan. De overige buurlanden zijn Noord-Korea, de Volksrepubliek China, Mongolië, Polen, Noorwegen en Finland. Zeegrenzen heeft het land met de Verenigde Staten (midden door de Diomedeseilanden) en met het niemandsland rond de noordpool, waarover het land wedijvert met andere omringende landen (met name Denemarken en Canada) over een eventueel toekomstig eigendom.
Ongeveer twee derde van de grens bestaat uit water. Bijna de gehele lange noordelijke kust bevindt zich ten noorden van de noordpoolcirkel. En met uitzondering van de havenstad Moermansk, die door de warmere Golfstroom 's winters ijsvrij blijft, is deze hele kustregio het grootste deel van het jaar ingesloten door pakijs. Het land wordt omringd door dertien zeeën en delen van drie oceanen; de Noordelijke IJszee (Arctische Oceaan), Atlantische Oceaan en de Grote Oceaan.

## Bestuurlijke en territoriale onderverdeling
Rusland is onderverdeeld in een groot aantal deelgebieden die onder directe jurisdictie staan van de federale overheid. Op een paar statusveranderingen na bleven de meeste bestuurlijke en territoriale onderverdelingen die in de Sovjetperiode waren ingesteld gehandhaafd na de heronafhankelijkheid van Rusland. Vanaf 2005 werd echter begonnen met een grootschalige bestuurlijke herindeling, die het toenmalige aantal van 89 deelgebieden zou moeten terugbrengen naar een gewenst aantal van ongeveer 45. In hoeverre deze herindeling volledig doorgang zal vinden is nog niet bekend. Vooralsnog worden vooral dunbevolkte autonome districten samengevoegd met grotere deelgebieden onder welke jurisdictie ze eigenlijk al gedeeltelijk stonden. Het aantal deelgebieden staat momenteel op 89. Hieronder bevinden zich 21 autonome republieken, 9 krajs, 46 oblasten, 1 autonome oblast, 4 autonome districten en 2 federale steden (Moskou en Sint-Petersburg). In 2000 werd door president Vladimir Poetin boven de deelgebieden een nieuwe bestuurslaag ingesteld in de vorm van 7 federale districten.
In de republieken woont een grote variëteit aan volkeren, waaronder Noordelijke Europeanen, Wolga-Tataren, volkeren uit het Kaukasusgebied en Siberische volkeren. De grootste deelgebieden bevinden zich in het dunbevolkte Siberië. Jakoetië bevindt zich in het oosten en midden van dit gebied en is het grootste deelgebied van het land, alsook ter wereld (even groot als India). Het tweede deelgebied naar oppervlak is de kraj Krasnojarsk (iets groter dan Groenland) in het midden van Siberië, aan westzijde van Jakoetië. Het kleinste 'normale' deelgebied (buiten Moskou en Sint-Petersburg) is de autonome deelrepubliek Ingoesjetië in de Noordelijke Kaukasus. De deelgebieden met de grootste bevolking zijn Moskou, de omringende oblast Moskou en de kraj Krasnodar, allen in het Europese deel.

## Topografie en hydrologie
Geografen verdelen het enorme gebied van Rusland traditioneel gezien onder in vijf natuurlijke zones: de toendra; de taiga (of naaldbos); de steppe (of vlakten); de aride zone; en de berggebieden. 
Het grootste deel van Rusland wordt bedekt door twee grote vlaktes (het Russisch Laagland en het West-Siberisch Laagland), twee laaglanden (het Noord-Siberisch Laagland en het Laagland van Kolyma), twee plateaus (het Midden-Siberisch Bergland en het Lena-Angaraplateau ten oosten daarvan), en een aantal berggebieden die zich vooral in het noordoosten en langs de zuidelijke grens bevinden.
Het Russisch Laagland omvat het grootste deel van Europees Rusland. Het West-Siberisch Laagland vormt de grootste laagvlakte ter wereld en spreid zich uit vanaf het Oeralgebergte in het westen tot de rivier de Jenisej in het oosten.

### Ecoregio's

#### Toendra
Het Russische poolgebied spreidt zich in west-oostelijke richting uit over bijna 7.000 kilometer; van Karelië en het schiereiland Kola via Nenetsië, de boezems in het noorden van Jamalië, het schiereiland Tajmyr en de noordelijke Jakoetische kust naar Tsjoekotka en heeft zijn eindpunt in het Tsjoektsjenschiereiland bij Kaap Dezjnjov. De noordelijke kust bevat de mondingen van de grote Siberische rivieren. Van west naar oost zijn dit de Dvina, Petsjora, Ob (met de Irtysj en uitmondend in de Obboezem), Jenisej (met de Beneden-Toengoeska, Stenige Toengoeska en Angara), Chatanga, Olenjok, Lena (met de Viljoej, Oljokma en Aldan en uitmondend in de Lenadelta) Jana, Indigirka en Kolyma. Direct boven de kust liggen de grote eilandengroepen Nova Zembla (en iets noordelijker Frans Jozefland), Noordland en de Nieuw-Siberische Eilanden.
De toendrazone omvat ongeveer 11% van Rusland en vormt een boomloze moerassige vlakte met talloze meren. Het vormt de op een na noordelijkste zone van Rusland na de poolwoestijn en strekt zich uit van de Finse grens in het westen tot de Beringstraat in het oosten, waar ze naar beneden loopt langs de Pacifische kust, naar het noordelijk deel van het schiereiland Kamtsjatka. De zone staat bekend om de grote kuddes wilde rendieren, de zogenoemde witte nacht en middernachtzon (pooldag) in de zomer en de poolnacht in de winter. De lange strenge winters en het gebrek aan zonnestraling zorgen ervoor dat er alleen mossen, korstmossen, kruidwilgen en grassen laag boven de barre permafrost uitkomen. Hoewel verschillende grote Siberische rivieren dit gebied doorsteken in hun noordwaartse weg naar de Noordelijke IJszee, hindert gedeeltelijke dooi de afwatering van de ontelbare meren, plassen en moerassen van de toendra. Het belangrijkste proces vormt hier de vorstverwering, die langzaam een landschap vormgeeft dat tijdens de laatste ijstijd sterk onder invloed stond van glaciale processen. Van de bevolking van Rusland leeft minder dan 1% in deze zone. De belangrijkste werkgevers op de toendra zijn de visserij en havens op het noordwestelijke deel van het schiereiland Kola en de grote aardolie- en aardgasvelden in het noordwesten van Siberië. De grootste steden in het gebied ten noorden van de noordpoolcirkel waren in 2002 Moermansk (ongeveer 320.000 inwoners) en Norilsk (130.000; in het hele industriegebied 230.000).

#### Taiga
De taiga is de grootste boszone ter wereld en bevat met name coniferensoorten als spar, zilverspar, den (pijnboom) en lariks. Dit is tevens de grootste ecoregio van Rusland en omvat een gebied ter grootte van de Verenigde Staten. In het noordoostelijke deel van deze gordel zorgen lange en strenge winters voor de laagste temperaturen op het noordelijk halfrond. De taigazone loopt breeduit langs de middelste breedtegraden en strekt zich uit van de Finse grens in het westen tot het Verchojanskgebergte in Noordoost-Siberië en in het zuiden tot aan de zuidelijke oevers van het Baikalmeer. Geïsoleerde stukken taiga bevinden zich verder langs de berggebieden, zoals het zuidelijke deel van het Oeralgebergte en in de riviervallei van de Amoer tegen de grens met China in het Verre Oosten. Ongeveer een derde van de Russische bevolking woont in deze zone die, samen met de gordel van de gemengde bossen ten zuiden ervan, het grootste deel van Europees Rusland omvat en tevens het hartland van de Vroege Slaven bevat.

#### Gemengde en loofbossen
De gordel van gemengde bossen en loofbossen is driehoekig van vorm en het wijdst aan de westelijke grens om steeds smaller te worden in de richting van het Oeralgebergte. De belangrijkste boomsoorten zijn de eik en de spar, maar soorten als es, ratelpopulier, berk, carpinus, esdoorn en dennen komen er ook veel voor. Ten oosten van de Oeral wordt de taiga van de bossteppe gescheiden door een smalle gordel met berken en ratelpopulieren, die doorloopt tot aan het Altajgebergte. Een groot deel van de bossen is gekapt om plaats te maken voor landbouw, met name in Europees Rusland. Hierdoor zijn wilde dieren schaarser geworden, maar soorten als eekhoorn, ree, vos en wolf komen er nog wel veel voor.

#### Steppe
De steppe werd lange tijd gezien als het meest typische Russische landschap. Het wordt gevormd door een wijde gordel van boomloze met grasland bedekte vlaktes, die worden onderbroken door bergruggen en zich uitstrekken vanaf Hongarije via Oekraïne, zuidelijk Rusland en Kazachstan, om te eindigen in Mantsjoerije. Ten tijde van de Sovjet-Unie lag het grootste deel van de steppe in de Sovjetrepublieken Oekraïne en Kazachstan. De veel kleinere Russische steppe bevindt zich hoofdzakelijk tussen die beide landen; zij strekt zich uit naar het zuiden, tussen de Zwarte en de Kaspische Zee, alvorens op te gaan in het steeds verder uitdrogende gebied van de autonome republiek Kalmukkië. In een land vol extremen levert de steppezone de beste omstandigheden voor menselijke bewoning en landbouw, daar de temperaturen hier gematigder zijn en de hoeveelheden zonneschijn en neerslag hier onder normale omstandigheden toereikend zijn. De landbouw kan echter wel negatief worden beïnvloed door de onvoorspelbare hoeveelheden neerslag, door droge winden als de soechovej of sporadisch door lange perioden van verwoestende droogte.

### Topografie
De Russische bergruggen lopen met name langs de continentale grens (de Oeral), langs de zuidwestelijke grens (de Kaukasus), langs de grens met Mongolië (Oostelijke en Westelijke Sajan en de oostelijke uitlopers van de Altaj), en in Oost-Siberië (een complex netwerk van bergruggen in Noordoost-Siberië en de centrale bergketen op Kamtsjatka en kleinere bergketens langs de Zee van Ochotsk en de Japanse Zee). Rusland telt 9 grote bergketens. Over het geheel genomen is het oostelijke deel van het land bergachtiger dan het westelijke deel en wordt het binnenland met name gedomineerd door vlakten. De traditionele scheidingslijn tussen het oosten en westen wordt gevormd door de rivier de Jenisej. Deze rivier scheidt het Midden-Siberisch Bergland van het West-Siberisch Laagland en loopt vanaf de Mongoolse grens naar het noorden om uit te monden in de Noordelijke IJszee ten western van het schiereiland Tajmyr.

## Voetnoten
1. ↑  The World Network of Biosphere Reserves – UNESCO, Russian Federation. Gearchiveerd op 4 augustus 2008. Geraadpleegd op 1 september 2008.